# Romesbach
Der Romesbach ist ein linker Zufluss der Gersprenz bei Stockstadt am Main in Bayern.

## Geographie

### Verlauf
Der Romesbach entspringt nordwestlich von Stockstadt. Er verläuft in nördliche Richtung parallel zur Bundesstraße 469, unterquert die A 3 und mündet in der Nähe des Stockstädter Baggersees, an der ehemaligen Deponie nördlich von Stockstadt in die Gersprenz.

### Flusssystem Gersprenz
- Fließgewässer im Flusssystem Gersprenz